# خانقاه شیخ عارف
خانقاه شیخ عارف مربوط به دوره قاجار است و در سنندج، بلوار کردستان، جنوب قلعه حکومتی باشگاه افسران سابق واقع شده و این اثر در تاریخ ۱۰ دی ۱۳۸۱ با شمارهٔ ثبت ۶۸۶۲ به‌عنوان یکی از آثار ملی ایران به ثبت رسیده است.